# Lucy Talcott
Pour les articles homonymes, voir Talcott.
Lucy Talcott, née le 10 avril 1899 dans le Connecticut et morte 6 avril 1970 à Princeton, est une archéologue américaine. 
Elle travaille pendant plus de vingt ans sur l'Agora d'Athènes. Spécialiste de l'antiquité grecque, et plus particulièrement des poteries peintes, elle a consacré de nombreuses études sur ce sujet, et a coécrit un ouvrage qui fait référence sur la question (Black and Plain Pottery of the 6th, 5th, and 4th Centuries B.C.).

## Biographie
Lucy Talcott est née en 1899 dans le Connecticut et fait ses études au Radcliffe College, en sortant diplômée en 1921,. Elle effectue des études supérieures à l'Université de Columbia, où elle obtient une maîtrise universitaire ès lettres. Elle poursuit à l'École américaine d'études classiques à Athènes, en Grèce.
Talcott commence son travail de terrain en archéologie en 1930, participant aux fouilles de l'ancienne ville grecque de Corinthe. Elle se tourne plutôt vers la conservation et l'inventaire, préférant ces tâches au travail de fouilles directes, et est nommée responsable de l'inventaire des excavations l'année suivante à l'occasion de fouilles dans l'Agora, poste qu'elle occupe toute la décennie,.
À ce titre, elle conçoit un système pour organiser, enregistrer, stocker, et effectuer un référencement croisés des milliers d'objets provenant de l'Agora,. Son système est considéré comme essentiel à la réalisation du projet archéologique, et devient un exemple pour les autres chantiers de fouilles,. Elle publie son système dans le magazine Archeology. Durant les années 1930, elle a pour assistante Alison Frantz, qui commence alors sa carrière.
En 1947, après une interruption, du fait de la Seconde Guerre mondiale, Talcott recommence ses fouilles sur l'Agora et y reste pendant 11 ans. Elle gère en même temps le musée local au cours de cette période.
Elle devient une spécialiste reconnue des poteries grecques peintes et publie ses recherches dans la revue Hesperia. En 1970, avec l'archéologue Brian A. Sparkes, elle publie, en deux volumes Black and Plain Pottery of the 6th, 5th, and 4th Centuries B.C., qui est considéré comme la référence sur la question des poteries domestiques des périodes archaïques et classiques,. Avec Sparkes, elle a également écrit en 1958 un livre de vulgarisation, Pots and Pans of Classical Athens.
Pour son travail sur Athènes, Talcott est décorée par Paul Ier en 1956.
Elle meurt d'un cancer le 6 avril 1970 à Princeton, dans le New Jersey.